# Eucoelium pallida
Eucoelium pallida är en sjöpungsart som först beskrevs av C.S. Millar 1962.  Eucoelium pallida ingår i släktet Eucoelium och familjen Polycitoridae. Inga underarter finns listade i Catalogue of Life.